# Team Eddy Merckx-Indeland/Saison 2011
Dieser Artikel listet Erfolge und Mannschaft des Radsportteams Team Eddy Merckx-Indeland in der Saison 2011 auf.

## Zugänge – Abgänge
| Zugänge       | Team 2010           | Abgänge                      | Team 2011         |
| ------------- | ------------------- | ---------------------------- | ----------------- |
| Joop de Gans  | Palmans-Cras        | Florenz Knauer               | Seven Stones      |
| Patrick Bercz | Seven Stones        | Björn Glasner                | Karriereende      |
| Dirk Finders  | Team WorldofBike.Gr | Alexander Grad               | Unbekannt         |
|               |                     | Daniel Mrosek                | Unbekannt         |
|               |                     | Dirk Finders (bis 31. Mai)   | Bianchi-Lotto NHT |
|               |                     | Marcel Meisen (bis 31. Juli) | BKCP-Powerplus    |

## Mannschaft
| Name                    | Geburtstag         | Nationalität |
| ----------------------- | ------------------ | ------------ |
| Patrick Bercz           | 11. September 1989 | Deutschland  |
| Matthias Bertling       | 6. Juli 1987       | Deutschland  |
| Joop de Gans            | 12. April 1984     | Niederlande  |
| Stefan Ganser           | 10. Dezember 1978  | Deutschland  |
| Luc Hagenaars           | 27. Juli 1987      | Niederlande  |
| David Kopp              | 5. Januar 1979     | Deutschland  |
| Michael Kurth           | 18. November 1986  | Deutschland  |
| Florian Monreal         | 23. Mai 1986       | Deutschland  |
| Christian Patron        | 22. September 1988 | Belgien      |
| Emmanuel van Ruitenbeek | 21. März 1987      | Niederlande  |
| Alexander Schmitt       | 18. August 1989    | Deutschland  |
| Daniel Westmattelmann   | 31. Oktober 1987   | Deutschland  |

## Platzierungen in UCI-Ranglisten
UCI America Tour 2011
|      | Fahrer        | Punkte |
| ---- | ------------- | ------ |
| 230. | Marcel Meisen | 10     |

UCI Asia Tour 2011
|      | Fahrer            | Punkte |
| ---- | ----------------- | ------ |
| 110. | David Kopp        | 26     |
| 129. | Matthias Bertling | 20     |
| 219. | Alexander Schmitt | 9      |

UCI Europe Tour 2011
|      | Fahrer                  | Punkte |
| ---- | ----------------------- | ------ |
| 309. | Patrick Bercz           | 50     |
| 469. | Florian Monreal         | 32     |
| 480. | David Kopp              | 31     |
| 530. | Michael Kurth           | 27     |
| 963. | Luc Hagenaars           | 7      |
| 987. | Emmanuel van Ruitenbeek | 6      |